# Out of Exile
Out of Exile is het tweede album van de Amerikaanse supergroep Audioslave. Het album werd wereldwijd (met uitzondering van de Verenigde Staten) op 23 mei 2005 uitgebracht. Out of Exile, geproduceerd door Rick Rubin, bereikte als enige Audioslave-album de nummer-1 positie in de Billboard 200. Er werden vier singles uitgebracht: "Be Yourself", "Your Time Has Come", "Doesn't Remind Me" en "Out of Exile".

## Opnamen
Audioslave begon in 2003 tijdens de Lollapalooza Tour aan het werken van het tweede album. In hun vrije tijd en backstage werd gewerkt aan nieuwe nummers. Volgens Tom Morello had de band nog een reeks ongebruikte nummers van het eerste album. Deze zouden zelf bijna een nieuw album kunnen vormen. In juli 2004 hadden de bandleden 22 nieuwe nummers geschreven, waarvan de helft in samenwerking met producer Rick Rubin al was opgenomen. De band voelde toen zelf dat er afstand werd gedaan van de stijl van Rage Against the Machine en Soundgarden, iets was in het debuutalbum nog aanwezig was.
Begin maart 2005 werd het album afgerond. Er werd besloten dat er 12 nummers op het album gingen verschijnen. Zes daarvan stonden al vast en werden bekendgemaakt. Een daarvan was de debuutsingle "Be Yourself". Tijdens het mixen van het album werd besloten welke zes nummers nog meer op het album mochten verschijnen. Het mixen gebeurde in de Record Plant Studios in Los Angeles en Southern Tracks in Atlanta. Op 22 maart werd bekendgemaakt dat het album Out of Exile ging heten. In april werd de video voor "Be Yourself" gemaakt. De single zelf werd op 17 mei uitgebracht.

## Promotie

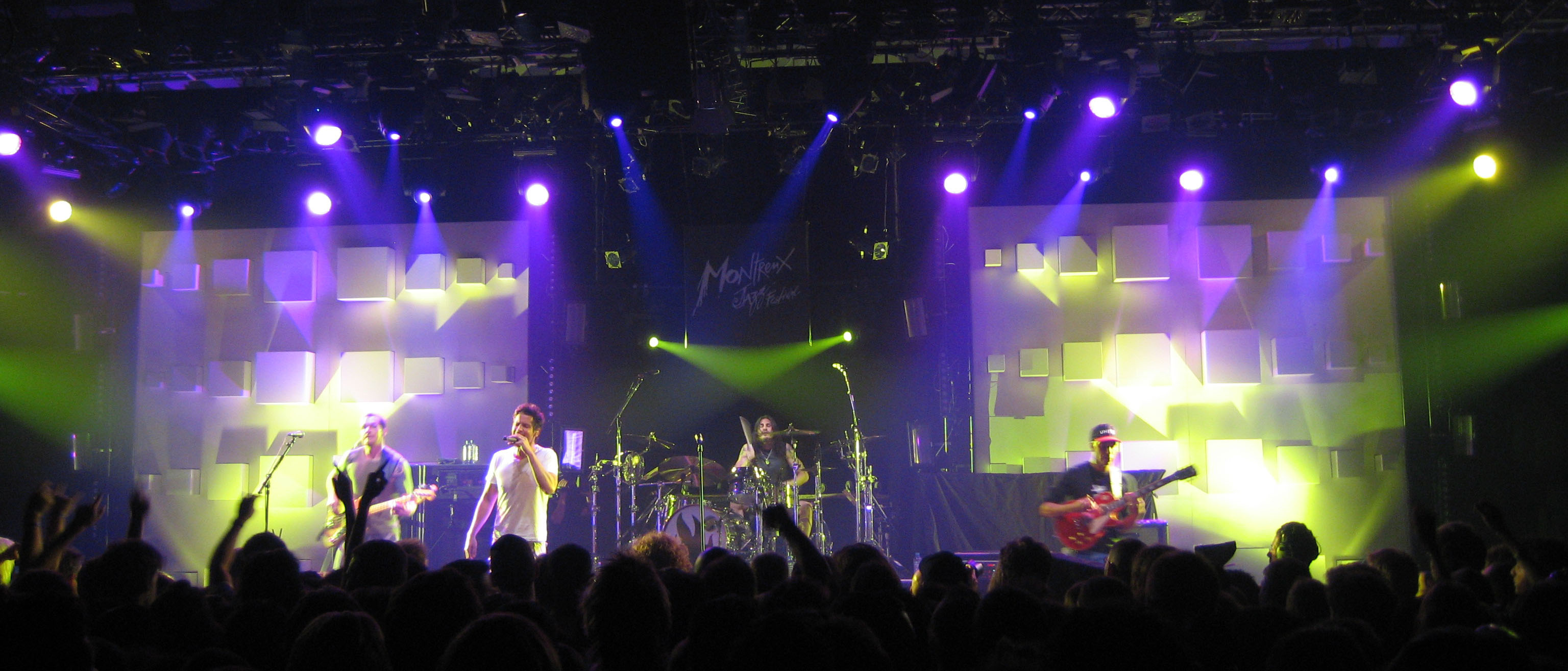
Audioslave op het Montreux Jazz Festival in 2005.

In de eerste week na de uitgave van Out of Exile bereikte het meteen de toppositie in de Billboard 200. De week erop daalde de verkoop echter met 67 procent en viel het terug naar de derde plaats. Wel kreeg het album een platina status, wat betekende dat het album een miljoen keer was verkocht.
Voor de promotie van "Your Time Has Come" riep Audioslave de hulp in van radiostations wereldwijd. Van 27 april tot 3 mei konden radiostations een link op hun website plaatsen, waar bezoekers op konden klikken. Als de link 1 miljoen maal aangeklikt werd, konden deze mensen de single gratis downloaden.
Van 14 april tot 20 mei werd er een toer gehouden langs verschillende clubs. Alhoewel het traditie was covers van Soundgarden en Rage Against the Machine te spelen, werd dit nu vermeden. Dit om de band Audioslave meer identiteit te geven. Op 6 mei 2005 werd Audioslave de eerste Amerikaanse band die een concert hield in Cuba. Het concert werd gehouden voor 50.000 man in La Tribuna Antiimperialista José Martí, een plaats oorspronkelijk bedoeld voor anti-Amerikaanse betogingen. Naast het concert verbleef de band nog 2 dagen in Cuba om plaatsen te bezichtigen en met het volk te praten. Morello benadrukte dat, ondanks de politieke achtergrond van Rage Against the Machine, deze reis puur muzikale bedoelingen had. Chris Cornell hoopte dat dit concert "de muzikale grenzen van de twee landen kon laten verdwijnen." De band speelde 26 nummers, waardoor dit het langste concert in de geschiedenis van Audioslave werd.
Op 11 oktober werd de DVD Audioslave: Live in Cuba uitgebracht, met beelden van het concert en een documentaire van de ervaringen van de bandleden. De DVD werd tweemaal platina. In juli 2006 werd de tour na een rij Europese concerten beëindigd.

## Reacties
In vergelijking met het debuutalbum waren de reacties positief, vooral vanwege het feit dat de band zijn eigen geluid had gevonden (en niet voortborduurde op Rage Against the Machine en Soundgarden). Drummer Brad Wilk stelde dat "de band Audioslave eindelijk geboren was. Het eerste album was van mensen met een geschiedenis bij een andere band. Dit album heeft dat niet." Het overkoepelende Metacritic gaf een 6.7 voor het album. "Doesn't Remind Me" werd genomineerd voor een Grammy Award in de categorie "Best Hard Rock Performance", maar het verloor van System Of A Down met "B.Y.O.B.".

## Tracklist
1. "Your Time Has Come" – 4:15
2. "Out of Exile" – 4:51
3. "Be Yourself" – 4:39
4. "Doesn't Remind Me" – 4:15
5. "Drown Me Slowly" – 3:53
6. "Heaven's Dead" – 4:36
7. "The Worm" – 3:57
8. "Man or Animal" – 3:53
9. "Yesterday to Tomorrow" – 4:33
10. "Dandelion" – 4:38
11. "#1 Zero" – 4:59
12. "The Curse" – 5:09

De Japanse versie bevat nog twee bonusnummers: "Super Stupid" (3:27) en "Like a Stone" (Live) (4:24).

## Personeel
| - Brendan O'Brien - mixing - Billy Bowers - engineer - Stephen Marcussen - mastering - Rick Rubin - productie - Antony Nagelmann - album cover - Robert Fisher - art direction - Ethan Russell - fotografie - Lindsay Chase – coördinatie | - Jason Gossman – assistent - Dan Leffler – assistent - Billy Mims – assistent - Jonny Polonsky – assistent - Thom Russo – engineer - Jim Scott – engineer - Brian Virtue – engineer |